# Шерпі-Кангрі
Шерпі Кангрі (Sherpi Kangri) — вершина в масиві Салторо (Каракорум). Лежить за 5 км на південь від Гхент Кангрі і прибл. за 10 км на південний захід від Салторо Кангрі, на території, контрольованій Індією.